# Листовик білогорлий
Листови́к білогорлий (Sclerurus caudacutus) — вид горобцеподібних птахів родини горнерових (Furnariidae). Мешкає в Амазонії та на сході Бразилії.

## Опис
Довжина птаха становить 16—18 см, вага 34—42 г. Виду не притаманний статевий диморфізм. Забарвлення переважно коричневе, горло біле, поцятковане темним лускоподібним візерунком, хвіст чорний. Дзьоб відносно довгий, прямий, чорнуватий.

## Підвиди
Виділяють шість підвидів:
- S. c. caudacutus (Vieillot, 1816) — Гвіана і Північна Бразилія (Амапа);
- S. c. insignis Zimmer, JT, 1934 — Південна Венесуела і Північна Бразилія (на північ від Амазонки);
- S. c. brunneus Sclater, PL, 1857 — Південно-Східна Колумбія (на південь від Мети і Ваупесу), схід Еквадору і Перу, Західна Бразилія (захід Амазонасу, Акрі, Рондонія) та Північна Болівія;
- S. c. pallidus Zimmer, JT, 1934 — Центральна Бразилія (на південь від Амазонки, від Мадейри до західного Мараньяну);
- S. c. umbretta (Lichtenstein, MHK, 1823) — південь Бразильської Амазонії;
- S. c. caligineus Pinto, 1954 — Східна Бразилія.

## Поширення і екологія
Білогорлі листовики мешкають у Колумбії, Венесуелі, Гаяні, Суринамі, Французькій Гвіані, Еквадорі, Перу, Болівії і Бразилії. Вони живуть у вологих рівнинних тропічних лісах. Зустрічаються на висоті до 1000 м над рівнем моря. Живляться безхребетними, яких шукають в опалому листі.